# グランド・ジョラス
グランド・ジョラス（Grandes jorasses）は、アルプス山脈モンブラン山塊にある山。フランスとイタリアの国境に位置する。標高4,208m。

## 概要

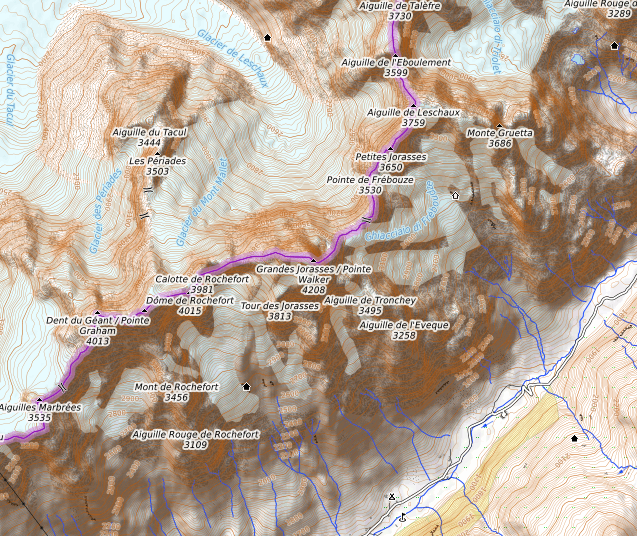
詳細地図

約1kmにわたる頂稜には6つの頂がある。
- ウォーカー峰(4208m、最高点)
- ウィンパー峰(4184m)
- クロ峰(4110m)
- エレーヌ峰(4045m)
- マルグリット峰(4066m)
- ヤング峰(3996m)

ウィンパー峰は1865年にエドワード・ウィンパーらが初登頂し、最高点のウォーカー峰は1868年にホレス・ウォーカーらが初登頂した。
グランド・ジョラス北壁はヨーロッパ三大北壁の一つでもある。北壁ウォーカー側稜は1938年にリカルド・カシン一行が初登攀に成功した。
また長谷川恒男と森田勝の冬季北壁単独世界初登攀争いの舞台にもなった。
三大北壁の中では知名度で劣るものの、難易度では最難関と言われ、森田勝もこの山で命を落とした。

## 北壁の登攀史
- 1907年 - ジョフリー・ウィンスロープ・ヤングとヨゼフ・クヌベールが北壁周辺を初めて偵察
- 1928年 - アルマン・シャルレとエヴァリスト・クルーによりウォーカー側稜の本格的な試登が初めて行われる。3300mのスラブまで到達。
- 1931年 - 二つのドイツ隊が試登を行うが、二人が墜落死
- 1933年 - ピエロ・ザネッティ、ジュスト・ジェルヴァズッティ（フランス語版）がクロ側稜を試登し3500mまで到達
- 1934年 - アルマン・シャルレ、ロベール・グレローズがクロ側稜3600mまで到達
- 1935年6月28日 - クロ側稜初登攀、マルティン・マイアー、ルドルフ・ペータース
- 1938年
  - 8月1日 - ピエール・アラン（フランス語版）、レイモン・レイナンジェ（フランス語版）がアラン・クラックを見出し、初めてウォーカー側稜3300m地点のスラブを突破
  - 8月6日 - ウォーカー側稜初登攀、リカルド・カシン（イタリア語版）、ルイジ・エスポジト（フランス語版）、ウゴ・ティッツォーニ
- 1945年7月17日 - ウォーカー側稜をエドゥアール・フレンド（フランス語版）とガストン・レビュファが第二登。
- 1963年 - ウォーカー側稜冬季初登攀、ヴァルテル・ボナッティ、コジモ・ザッペリ（イタリア語版）
- 1964年 - ウィンパー側稜初登攀、ヴァルテル・ボナッティ、ミシェル・ボーシュ（フランス語版）
- 1966年 - ウォーカー側稜日本人初登攀、伊佐忠義、石井重胤、伊藤敏夫[1]
- 1967年7月22日 - 高田光政（日本人で初めてアルプス三大北壁の全登頂に成功）
- 1969年7月23日 - 齋藤雅巳（北壁ウォーカー稜単独第2登）
- 1971年7月17日 - 今井通子が登攀し、女性初のアルプス3大北壁制覇を達成[2]。
- 1979年3月4日 - ウォーカー稜冬季単独初登攀[3] 、長谷川恒男
- 1982年 -山野井妙子、笠松美和子が、北壁ウォーカー稜を女性としては冬季初登攀。